# Castilhon de Castèths
Castilhon de Castèths (en francès Castillon-de-Castets) és un municipi francès situat al departament de la Gironda i a la regió de la Nova Aquitània.

## Demografia
| 1962                                       | 1968 | 1975 | 1982 | 1990 | 1999 | 2007 |
| ------------------------------------------ | ---- | ---- | ---- | ---- | ---- | ---- |
| 275                                        | 284  | 223  | 207  | 174  | 215  | 259  |
| Des de 1962: població sense dobles comptes |      |      |      |      |      |      |

## Administració
| Període   | Identitat        | Partit |
| --------- | ---------------- | ------ |
| 2001-2008 | Damien Thouroude |        |
| 2008-     | Didier Laulan    |        |